# 栗原慎二
栗原 慎二（くりはら しんじ、1959年 - ）は、教育学者、広島大学教授。

## 人物・来歴
青森県生まれ。埼玉大学教養学部教養学科（思想哲学コース）卒業、同大学院教育学研究科修士課程修了、2006年兵庫教育大学大学院修士課程修了、「学校における時間制限カウンセリングの研究」で博士（学校教育学）。広島大学人間社会科学研究科教授。

## 著書
- 『ブリーフセラピーを生かした学校カウンセリングの実際 短期学校カウンセリング5段階モデルの提案』ほんの森出版, 2001.8
- 『新しい学校教育相談の在り方と進め方 教育相談係の役割と活動』ほんの森出版, 2002.9
- 『教育相談コーディネーター これからの教育を創造するキーパーソン』ほんの森出版, 2020.7

### 共編著
- 『開発的カウンセリングを実践する9つの方法 「待ち」の教育相談からの転換を』編著. ほんの森出版, 2003.3
- 『ピア・サポート実践ガイドブック Q&Aによるピア・サポートプログラムのすべて』中野武房,森川澄男,高野利雄,菱田準子,春日井敏之共編著. ほんの森出版, 2008.4
- 『児童・生徒のための学校環境適応ガイドブック 学校適応の理論と実践』石井眞治,井上弥,沖林洋平,神山貴弥共編著. 協同出版, 2009.2
- 『アセス(学級全体と児童生徒個人のアセスメントソフト)の使い方・活かし方 自分のパソコンで結果がすぐわかる』井上弥共編著. ほんの森出版, 2010.7
- 『やってみよう!ピア・サポート ひと目でポイントがわかるピア・サポート実践集』春日井敏之,西山久子,森川澄男,高野利雄共編著. ほんの森出版, 2011.10
- 『いじめ防止6時間プログラム いじめ加害者を出さない指導』編著. ほんの森出版, 2013.7
- 『マルチレベルアプローチ だれもが行きたくなる学校づくり 日本版包括的生徒指導の理論と実践』編著. ほんの森出版, 2017.9
- 『PBIS実践マニュアル&実践集 ポジティブな行動が増え、問題行動が激減!』編著. ほんの森出版, 2018.1

翻訳
- スザンヌ・カペック・ティングリー『「難しい親」への対応 「どうしたらいいの?」がよく分かる! 保護者とのより良い関係の築き方』バーンズ亀山静子共監訳. 溪水社, 2010.10